# スピルオーバー
スピルオーバー（英: spill-over）とはテレビやラジオにおいて、行政が放送免許で設定した放送対象地域外まで放送局が放送電波を必要以上に送出してしまうことを指す。電波漏れともいう。

## 概説
スピルオーバーが発生するのは、放送局が放送エリア内へ満遍なく送信させる目的で、送信施設を高出力化し、あるいは送信所を標高の高い所へ設置した結果、やむを得ず放送対象区域外に電波が飛ぶ場合が生じるためである。
国際的に電波の越境が注目を浴びるようになったのは、衛星放送などが一般化した1980年代に入ってからである。衛星放送ではその性質上、本来のサービスエリアの周辺国に衛星からの電波が届いてしまうことによって、政治的・文化的影響を与えることがある。スピルオーバーは特に、東欧革命に代表される1980年代以降の旧社会主義国や発展途上国の民主化の流れに影響を与えたと言われている。
また衛星放送に限らず、スピルオーバーの範囲やケーブルテレビ等による区域外送信を巡っては、地元局の視聴や他局からの直接視聴による番組購入の価値の低下による収入への影響という論点がある一方、その制限をめぐって、従来視聴出来ていた受信者の利益の保護といった論点もあり、紛争の調整が必要な場合がある。

## ヨーロッパ諸国におけるスピルオーバー
元々国境の入り組むヨーロッパ諸国では隣国のテレビの放送波が周辺国に越境することも珍しくはなかった。1980年代になると、地上波では多チャンネル化が進み、衛星放送サービスも地上放送と連動する形で制度設計された。
1980年代末には東ヨーロッパ諸国で社会主義体制が次々と崩壊したが、その一因として、西ヨーロッパ諸国の放送（特に衛星放送）が東ヨーロッパ諸国の住民にも視聴されるようになり、上述のような政治システムの民主化を促す契機となった。

## 日本周辺におけるスピルオーバー
衛星放送ではその性質上、本来のサービスエリアの周辺国に衛星からの電波が届いてしまうことによる政治的・文化的影響を考慮する必要があり、例えば日本の放送衛星では極力スピルオーバーを防ぐような設計がなされている。しかしそれでも韓国や台湾など日本の周辺諸国に日本の放送衛星の電波が届いてしまうことを完全に防ぐことはできず、実際に日本国外で日本の衛星放送を受信しているホテルや個人は多い。特に、韓国からは一時「日本の文化侵略」だとして強い拒否反応が示された（現在は沈静化している）。
BSデジタル・東経110度CS放送の多くの放送局ではB-CASカード及びACASチップ内蔵の機器がないと視聴できないため（B-CASカード利用規約では、国外への持ち出しを禁止している。ただし現実には、法規制の如何に関わらずフリーオや偽造B-CASのような代物が存在する）、B-CASカードおよびデジタル放送対応受信機器を日本国外へ持ち込まない限り日本国外でのBSデジタル・東経110度CS放送の放送局の多くは視聴出来ない。しかし、BSアナログ放送が停波した2011年7月24日以降も、近隣諸国において日本のBSデジタル放送を受信しているホテルや個人は引き続き存在しており、韓国では自国のテレビニュースではなくNHKのBSで放送されている英語ニュースを見ている視聴者もいる。なお、NHKは国外でのNHK-BSの視聴について「NHKの衛星放送は日本国内向けの放送で、海外での受信は想定していない」としている。

### AMラジオ
中波によるAM（振幅変調）のラジオ放送、いわゆる中波AM放送では、ある程度の広域を単一の送信所でカバーしている場合が多く、結果としてその半径内に県境があるなどして、設定サービスエリア外での受信が可能となっている事例は多い（昼間の場合を基本とする。理由は節を別けて述べる）。
これは、送信所の設置に波長の関係から鉄塔自体が高くなり、その高い鉄塔を支えるためのワイヤー設置等で広大な土地を必要とする関係から、都市部ではFMラジオ・テレビのように多くの送信所・中継局を設置することができず、数少ない送信所・中継局を高出力にすることでカバーしているため、スピルオーバーが起きやすくなっている。一方で、大出力であるためにスピルオーバーが多い反面、放送対象地域内の全世帯を放送区域に収めているラジオ局は、殆ど皆無なのが実情である。大出力送信所を複数持つNHKでも、小笠原諸島はカバー出来ていない（2014年現在、FM中継局を父島と母島に設置して対処している）。

#### 夜間のAMラジオの伝搬
前述のように中波AM放送のサービスエリアは、昼間の場合を基本とする。なぜならば、中波帯において地球では通年的に発生する電波伝播現象として、電離層の下層にあって中波帯を吸収するD層が夜間には消失することによる。上層の電離層（E層）は中波帯の電波を反射し遠隔地へも到達するため、外部アンテナやアースを付けないポータブルラジオでも、通常の到達範囲からはかなり離れた地点でも夜間には内容が十分にわかる程度の聴取が可能となる場合があるためである。
これにより、近隣局がない周波数であれば、例えば日本では大都市圏の大出力局はもとより、それ以外の地方局でも全くのサービスエリア外でも受信できることとなる。例えばかつての「深夜ラジオ」番組ではそういった熱心なリスナーからの投稿ハガキは日常のことであった。無論サービスエリアとしての調停などは全くないため、東京圏の人気局が、自分の地方では近隣周波数に地方局があるためまともに聞けない、という場合もある（例：近畿地方における1143kHzのKBS京都と1134kHzの文化放送 など）。
この夜間の伝搬は数千キロメートルにも至る場合もあるため、日本では近隣の東アジア諸国および旧ソ連の極東地域における放送の混信の他、それらから意図的に日本までの到達を意図した日本向けの放送の場合もある。後者の場合、日本語放送を行っている局もあった。他にも近隣国からの放送は多い。また逆方向には、公式の「放送」ではないため意図は明示されてはいないが、「しおかぜ」にも2016年から中波での送信がある（2018年末時点では中断中）。2020年代に入ってFM中継局（ワイドFM）が整備されていき、解消されている。

### FMラジオ
FMラジオのスピルオーバーの実情は、テレビとほぼ同じである。また周波数が低いため、テレビ波と同一条件の場合、テレビ波よりも広いエリアをカバーする。
NHK大阪FMは、1969年の開局から生駒山に送信所を設けていたが、FM放送を府県域化するにあたり、大阪府外へのスピルオーバー抑制のため、飯盛山に送信所を移してエリアを縮小したのは著名な話である。
また、東京タワーのFM放送（J-WAVE/NHK東京FM/VICS）が、東京スカイツリーに移転するにあたって高所設置に伴うスピルオーバーを防ぐため、7kWに減力された一方、ERPは上がっているので、実質的な聴取可能エリアは拡大している。
逆にスピルオーバーによる事実上の営業エリア拡大に積極的な局も存在する。例えば広島FMのように、開局当初より「（サービスエリア内人口）520万人。実りの多いエリアです」と広告している。また首都圏でTOKYO FMに次いで2番目に開局したFM GUNMAでも開局直前の上毛新聞には、群馬県内より県外の受信可能世帯数の方が多い旨の記事が載り、「500万リスナー（聴取）へ、首都圏の新しい波を提供したい」とのコメントを出している。
FM FUJIの放送対象地域は山梨県のみだが、郡内地域向け送信所の出力を極限まで上げて東京都の多摩地域と23区周辺まで可聴範囲を広げ、同県の約14倍もある聴取可能人口を得ている。
宮崎県を放送対象とするJOY FMは標高が極めて高い鰐塚山（1,118m）に親局がある関係で、鹿児島県の大隅半島の殆どで受信可能なスピルオーバーが大きく、地元対象のμFMが開局する1992年までの間は鹿児島県のリスナーが現在よりも多かったので、当局パーソナリティ（元アナウンサー）の一人であるDJ POCKYは、元々宮崎ローカルで活動していたが、μFM開局を期に鹿児島県に進出するようになった。

#### 茨城県
茨城県はLuckyFMのワイドFM進出までは民放FM局周波数が割り当てられていなかったが、大部分の地域で近隣都県の民放FM各局（地域によりNACK5、BAYFM、TOKYO FM、FMヨコハマ、J-WAVE、RADIO BERRY、FM GUNMA、FM FUJI、interfm、ふくしまFMなど）が受信できる。

#### 奈良県
奈良県は、県域民放FMラジオ局の周波数（85.8MHz、500W）も近畿2府4県では既に開局していたFM大阪に次ぐ2波目として1984年から割り当てられているが、いまだに開局のめどが立たない（2021年6月現在）。ただし県北部の大半では大阪府域のFM大阪とFM802、京都府域のα-STATION、兵庫県域のKiss FM KOBEを聴けることから、茨城県と同様に民放県域FM局空白県ながら、FM電波はスピルオーバーが多い状態となっている。

#### 和歌山県
和歌山県は1992年12月から民放FMラジオ周波数が割り当てられているものの、コミュニティ放送局や2016年に開局したwbs和歌山放送のワイドFMはあるが、2023年現在でも県域FM局は開局していない。
ただし、県北部（和歌山都市圏等）では大阪府域（FM大阪・FM802）やKiss FM KOBEやFM徳島を、県東部の東牟婁地域（新宮市・東牟婁郡）ではレディオキューブ FM三重が受信できる。

### テレビ
テレビの草創期はVHF帯のテレビのチャンネルが12しかなく、しかも3 - 4ch間を除いて周波数を隣接出来ないために最大7までが上限であり、資源が限られた状態だった。このため当初のテレビ局のチャンネルプランは、都道府県ごとの割り当てではなく都市圏単位での周波数割り当てとされ、地域によっては隣県のテレビ局を受信することとなったが、当時はスピルオーバーではなく、正式な放送エリアとされていた。また、長野県の信越放送開局までは大都市圏にしかテレビ局が開局していなかったため、受信ブースターなどを使用して大都市圏の局を受信していた地域もあった。
1960年代後半のUHF帯大量免許期以降は、都道府県単位での周波数割り当てとなったが、自県の系列局が少ない地域や難視聴地域を中心に、引き続きスピルオーバーによる県外局の受信が行われている。
- 青森県
  - 下北半島北部と津軽半島北部（北海道のテレビを視聴）
  - 下北半島南部の一部と南部地方（岩手県のテレビを視聴）
  - 津軽半島西海岸（秋田県のテレビを視聴）
- 秋田県
  - 大館市・鹿角市（青森県のテレビを視聴）
  - にかほ市・由利本荘市（山形県のテレビを視聴）
- 福島県
  - 相馬地方（宮城県のテレビを視聴）
  - いわき市・白河市（関東圏のテレビを視聴）
  - 会津地方（標高200m以上の地域で関東圏・新潟県のテレビが視聴可能だが、一般的には普及していない）
- 茨城県
  - 南部（TOKYO MX・チバテレ・テレ玉を視聴）
  - 西部（TOKYO MX・チバテレ・テレ玉・とちテレを視聴）
  - 鹿行（チバテレを視聴）
  - 北茨城市（福島県のテレビを視聴）
- 東京都大島町（静岡県のテレビを視聴）
- 神奈川県小田原市・相模湾地域の周辺（静岡県のテレビを視聴）
- 山梨県
  - 郡内地方（関東圏のテレビを視聴）
  - 中北地域（長野県のテレビを視聴）
- 長野県
  - 長野市（関東圏のテレビを視聴[16]。信越放送のテレビ放送開始は1958年）
  - 軽井沢町（関東圏のテレビを視聴）
  - 南信地方の一部（中京圏のテレビを視聴）
- 新潟県
  - 糸魚川市青海町の一部（富山県のテレビを視聴）
  - 新潟市や阿賀野市などの平野部（福島県のテレビが視聴可能だが一般的には普及していない）
  - 湯沢町・妙高市の一部（関東圏のテレビを視聴）
- 静岡県
  - 伊豆東海岸（熱海市・伊東市・下田市）・御殿場市・駿東郡小山町・三島市・沼津市・富士市・静岡市（旧：清水市、旧：由比町・蒲原町の各沿岸部周辺）（関東圏のテレビを視聴）
  - 湖西市・浜松市（中京圏のテレビを視聴）
- 富山県小矢部市（石川県のテレビを視聴）
- 石川県珠洲市（新潟県のテレビを視聴）
- 福井県嶺南地域（近畿圏のテレビを視聴）
- 三重県伊賀地方、南牟婁郡（近畿圏のテレビを視聴。伊賀市は京都府・滋賀県、名張市は奈良県、南牟婁郡は和歌山県のテレビを視聴。文化の違いや深夜アニメの放映頻度の違いなどのため、現在も需要がある）
- 京都府丹後半島東部（福井県のテレビを視聴）
- 兵庫県
  - 西播磨地方・淡路島（1967年に兵庫県全域が近畿広域圏となったが、それまでは岡山県・香川県のテレビを視聴。現在はテレビ大阪の受信が極めて困難なため、同系列のテレビせとうちを目当てとした視聴事例がある）
  - 新温泉町（鳥取県・島根県のテレビを視聴）
- 和歌山県（1967年に全域が近畿広域圏となった。アナログ停波後も、主に和歌山市においてテレビ大阪・サンテレビ等を目当てに生駒山や摩耶山などに高感度アンテナを向けて受信する世帯、和歌山市岩橋・吉原の各一部、紀の川市桃山工業団地の一部など、地形的な問題で生駒山からの区域外受信のほうが県内の送信所からの受信よりも安定する場所、橋本市のように奈良県の栃原中継局へアンテナを向けるか、共同アンテナを摩耶山と生駒山に向ける場所、熊野川一帯と北山村で三重テレビのアニメ等を視聴する事例があるほか、四国放送の親局と在阪局・県域局の送信所の方角と受信強度が近いために、一つのアンテナで両方を受信している集落が点在するが、すべての局をスピルオーバーで視聴している例は殆どない）
  - 北部地方（大阪府のテレビを視聴。生駒山から直接受信）
  - 北部・南部地方の各沿岸部（徳島県のテレビを視聴。カラー放送以前は近畿圏の中継局がなかった）
  - 新宮市・北山村（三重県のテレビを視聴。かつては、さらに奈良テレビのスピルオーバーもあったが、アナログ停波に先駆けて奈良県南部にケーブルテレビが完全普及したため、現在は和歌山と三重の県境一帯には橋本市付近を除き中継所がない）
- 岡山県
  - 岡山市・玉野市の一部（近畿圏のテレビを視聴）
  - 笠岡市・井原市・里庄町（広島県のテレビを視聴できるが、1979年の岡山県・香川県の電波相互乗り入れ以降は自県と系列が完全に重複するため視聴事例は減った）
- 広島県
  - 福山市・府中市・尾道市・三原市（岡山県・香川県のテレビを視聴。現在でもテレビ東京系列のテレビせとうちを目当てとした視聴事例がある）
  - 呉市・江田島市・大竹市（愛媛県のテレビを視聴）
- 鳥取県米子市・境港市（島根県のテレビを視聴。現在は鳥取県・島根県の電波相互乗り入れにより、正式な放送エリアである）
- 山口県
  - 岩国市沿岸部・和木町・周防大島町・柳井市（広島県・愛媛県のテレビを視聴）
  - 上関町・平生町・田布施町・光市・下松市・周南市の各一部（福岡県・大分県のテレビを視聴）
  - 防府市・山口市・宇部市・山陽小野田市・下関市の各一部（福岡県のテレビを視聴）
  - 萩市（旧：須佐町・田万川町）・阿武町（鳥取県・島根県のテレビを視聴）
- 徳島県
  - 徳島市・鳴門市周辺（近畿圏のテレビを視聴）
  - 阿南市以南の沿岸部とその周辺（近畿圏のテレビを視聴。特にアナログ停波までは、高知県室戸市あたりまで同様の事例があった）
  - その他内陸部（岡山県・香川県のテレビを視聴）
- 香川県
  - 高松市・さぬき市・東かがわ市・小豆島（近畿圏のテレビを視聴）
  - 観音寺市・三豊市（愛媛県のテレビを視聴）
- 愛媛県
  - 四国中央市・新居浜市・西条市・今治市（岡山県・香川県のテレビを視聴[注釈 5]）
  - 松山市・松前町・伊予市・今治市（旧：大三島町・上浦町）（広島県のテレビを視聴）
  - 八幡浜市・西予市・宇和島市・伊方町（大分県のテレビを視聴）
- 高知県大月町（宮崎県のテレビを視聴）
- 高知県東洋町、室戸市（近畿広域圏と和歌山県のテレビを視聴）
- 福岡県
  - 北九州市・苅田町・行橋市（山口県のテレビが視聴可能だが一般的には普及していない[注釈 6]）
  - 久留米市・八女市・柳川市・大牟田市（熊本県・佐賀県のテレビを視聴）
- 大分県
  - 中津市・宇佐市・豊後高田市・姫島村（福岡県・山口県[注釈 7]のテレビを視聴）
  - 大分市・別府市・日出町・杵築市・国東市・臼杵市・津久見市・佐伯市（愛媛県のテレビを視聴）
  - 日田市・玖珠町（福岡県のテレビを視聴）
  - 佐伯市蒲江地区（宮崎県のテレビを視聴）
- 佐賀県南部（熊本県のテレビを視聴[注釈 8]）
- 佐賀県西部（長崎県のテレビを視聴）
- 長崎県島原半島東部（熊本県のテレビを視聴）
- 熊本県
  - 荒尾市・玉名市・南関町・長洲町（福岡県のテレビを視聴）
  - 天草市北部（主に本渡・五和地区）・苓北町（長崎県のテレビを視聴）
  - 天草市南部（主に牛深・河浦地区）・水俣市の一部地域（鹿児島県のテレビを視聴）
- 宮崎県
  - 都城市・小林市・えびの市・日南市・串間市・三股町（鹿児島県のテレビを視聴）
  - 五ヶ瀬町・高千穂町の一部（熊本県のテレビを視聴）
  - 延岡市の一部（大分県のテレビを視聴）
- 鹿児島県
  - 出水市・阿久根市・長島町・伊佐市（熊本県のテレビを視聴）
  - 曽於市・志布志市・湧水町（宮崎県のテレビを視聴）
  - 和泊町・知名町・与論町（沖縄県のテレビを視聴）
- 沖縄県
  - 国頭村の一部（鹿児島県のテレビを視聴）

### NTT中継回線
テレビ局同士での番組の送受信にNTT中継回線が多く用いられているが、アナログ放送時代は長らくマイクロ波（電波）による無線通信がほとんどであり、開発時期の関係などによりスクランブル化はなされていなかった。
受信に必要な装置が市販品で代用可能になった結果、スピルオーバーに似た番組視聴の手段として、非公式に傍受・視聴する事例があったが、アナログ停波に先駆けて、NHKが2004年（平成16年）に、民放各社は2006年（平成18年）6月に、傍受のはるかに困難な光ファイバーにそれぞれ移行し、マイクロ波は廃止された。